# Franco Barroso
Franco Barroso (Mar del Plata, Buenos Aires, 9 de enero de 1994) es un baloncestista argentino que juega en la posición de pívot.

## Trayectoria

### Clubes
| Club                        | País      | Año             |
| --------------------------- | --------- | --------------- |
| Atenas de Córdoba           | Argentina | 2011 - 2013     |
| Banda Norte                 | Argentina | 2013 - 2014     |
| La Unión de Formosa         | Argentina | 2014 - 2015     |
| Hindú de Resistencia        | Argentina | 2015 - 2016     |
| Echagüe                     | Argentina | 2016 - 2019     |
| Peñarol de Mar del Plata    | Argentina | 2019 - 2020     |
| Villa San Martín            | Argentina | 2021            |
| Gimnasia y Esgrima La Plata | Argentina | 2021 - 2022     |
| Español de Osorno           | Chile     | 2022            |
| Gimnasia y Esgrima La Plata | Argentina | 2022 - 2023     |
| Liceo Pablo Neruda          | Chile     | 2023            |
| Independiente de Oliva      | Argentina | 2023 - 2024     |
| Gimnasia y Esgrima La Plata | Argentina | 2024 - Presente |

## Selección nacional
Barroso fue miembro de los seleccionados juveniles de baloncesto de Argentina, llegando a disputar el Campeonato Sudamericano de Baloncesto Sub-17 de 2011, el Torneo Albert Schweitzer de 2012 y el Campeonato Mundial de Baloncesto Sub-19 de 2013.